# ʻEua Foʻou
ʻEua Foʻou (oder Eua Niuafoʻou mit Bezug auf Niuafoʻou) ist einer der zwei Distrikte der Division ʻEua im Königreich Tonga im Pazifik.

## Geographie
Der Distrikt umfasst einen kleinen Teil der Insel ʻEua mit rund 10 Prozent der Inselfläche im Westen. Er ist im Norden, Osten und Süden vom zweiten, zehnmal so großen Inseldistrikt ʻEua Motuʻa (ʻEua Proper, „eigentliches ʻEua“) umgeben. Im Jahr 2021 wurden 2124 Einwohner gezählt. Der Distrikt gliedert sich in neun villages bzw. Dorfbezirke, die namentliche Entsprechungen auf der nördlichen Tonga-Insel Niuafoʻou haben oder – im Fall der dort untergegangenen Dörfer Angaha und Futu – hatten.
| Dorf        | Fläche km² | Einwohner 2021 | Koordinaten                   |
| ----------- | ---------- | -------------- | ----------------------------- |
| Angaha      | 1,06       | 369            | 21° 21′ 46″ S, 174° 57′ 24″ W |
| Futu        | 4,36       | 258            | 21° 22′ 7″ S, 174° 57′ 24″ W  |
| ʻEsia       | 0,92       | 199            | 21° 22′ 17″ S, 174° 57′ 22″ W |
| Sapaʻata    | 0,11       | 142            | 21° 22′ 28″ S, 174° 57′ 21″ W |
| Fataʻulua   | 0,11       | 238            | 21° 22′ 42″ S, 174° 57′ 16″ W |
| Mu'a        | 0,12       | 160            | 21° 22′ 57″ S, 174° 57′ 16″ W |
| Tongamamaʻo | 0,55       | 163            | 21° 22′ 57″ S, 174° 57′ 16″ W |
| Petani      | 0,46       | 310            | 21° 23′ 1″ S, 174° 57′ 5″ W   |
| Mataʻaho    | 1,66       | 285            | 21° 22′ 27″ S, 174° 57′ 10″ W |
| ʻEua Foʻou  | 9,35       | 2124           | 21° 22′ 30″ S, 174° 57′ 20″ W |